# غاي هنري
غاي هنري (من مواليد 17 أكتوبر 1960)؛ (بالإنجليزية: Guy Henry) هو ممثل إنجليزي من بين أدواره هنريك هانسن في هولبي سيتي، وبيوس ثيكينيس في هاري بوتر ومقدسات الموت – الجزء 1 (فيلم) والجزء 2، غايوس كاسيوس لونغينوس في روما، وغراند موف تاركين في روج ون.

## حياته
ولد هنري في 17 أكتوبر 1960 في لندن، التحق بمدرسة هومفيلد ثم كلية بروكنهورست في هامبشاير، وتدرب في الأكاديمية الملكية للفنون المسرحية (1979-1981).

## روابط خارجية
- غاي هنري على موقع IMDb (الإنجليزية)
- غاي هنري على موقع ألو سيني (الفرنسية)
- غاي هنري على موقع أول موفي (الإنجليزية)
- غاي هنري على موقع قاعدة بيانات الأفلام السويدية (السويدية)
- غاي هنري على موقع قاعدة بيانات الفيلم (الإنجليزية)
- غاي هنري على موقع كينوبويسك (الروسية)